# Eazy-Duz-It (singolo)
Eazy-Duz-It è un singolo del rapper Eazy-E dell'album omonimo. È stato scritto da MC Ren, amico di Eric, prodotta da Dr. Dre, DJ Yella e Eazy-E, ed è stata pubblicata nel 1989. Il singolo è uno delle prime e più importanti canzoni gangsta rap e infatti viene campionato nella canzone/tributo 4 tha E di DJ Yella.

## Tracce

### A-Side
1. Eazy-Duz-It – 4:18
2. Ruthless Villain – 2:57

### B-Side
1. Radio – 5:00
2. Eazy-Duz-It (radio version) – 3:47

### B-Side su cassetta
1. Radio
2. Compton's N The House / 100% Diss (Dedicated to the Wacky Wack Crew)